# اشریشیا کلی او۱۵۷:اچ۷
اشریشیا کلی اُ۱۵۷:اچ۷ (به انگلیسی: Escherichia coli O157:H) سروتیپی از باکتری گونه اشریشیا کلی و نوعی است که درون‌زهرابه و برون‌زهرابه تولید می‌کند. این باکتری موجب بیماری بویژه مسمومیت غذایی از طریق مصرف غذای آلوده و خام از جمله شیر نجوشیده‌است.آلودگی به این نوع باکتری بیماری‌زا ممکن است منجر به اسهال خونی و نارسایی کلیه شود. براساس گزارش این نوع باکتری می‌تواند موجب مرگ کودکان زیر ۵ سال و سالمندان و همین‌طور افرادی شود که مقاومت بدنی ضعیفی دارند.